# کارل ونیگ
کارل بوگدانوویچ ونیگ یا به آلمانی، کارل گوتلیب ونیگ (روسی: Карл Богданович Вениг؛ ۲۶ فوریه ۱۸۳۰، در تالین- ۶ فوریه ۱۹۰۸، در سن پترزبورگ) یک نقاش بالتیک-آلمانی بود که در نقاشی از صحنه های تاریخی و مذهبی فعالیت می‌کرد. او سالها استاد دانشگاه آکادمی امپریال هنر بود.

## زندگینامه
پدر او، گوتلیب، معلم موسیقی در کلیسای سنت نیکلاس بود. مادرش، آگاتا، نقاش آماتور و عمه پیتر کارل فابرگه بود. از سال ۱۸۴۴ تا ۱۸۵۳ در آکادمی هنرهای امپریال به همراه فئودور برونی تحصیل کرد. وی در زمان اقامت در آنجا، چندین مدال، از جمله یک مدال طلا برای به تصویر کشیدن استر قبل از آاسوئروس، کسب کرد. پس از فارغ التحصیلی، وی یک بورس تحصیلی دریافت کرد که به وی امکان ادامه تحصیل در رم را داد؛ وی مدت شش سال در آنجا ماند. در سال ۱۸۶۰، به خاطر نقاشی «مقبره» موفق به کسب عنوان «آکادمیسین» شد. دو سال بعد، وی به خاطر برجستگی نقاشی دو فرشته اعلام شده درگذشت سدوم ، به عنوان یک هنرمند برجسته در نقاشی از وقایع تاریخی شناخته شد. او در همان سال شروع به تدریس نقاشی در آکادمی کرد. در سال ۱۸۶۹، او به عنوان دانشیار درآمد و در سال ۱۸۷۶به مرتبه استاد دائم مرتبه دو ارتقاء یافت و در سال ۱۸۸۸ به استاد تمام مرتبه یک ارتقا یافت. پس از سال ۱۸۷۱، وی به عنوان عضو هیئت مدیره آکادمی فعالیت کرد. وی علاوه بر بوم‌های خود، چندین نقاشی دیواری و نماد در کلیسای جامع مسیح منجی ایجاد کرد. برادران او ، بوگدان و پیوتر (۱۸۸۸-۱۸۴۹) نیز نقاش شدند.

## نقاشی های منتخب

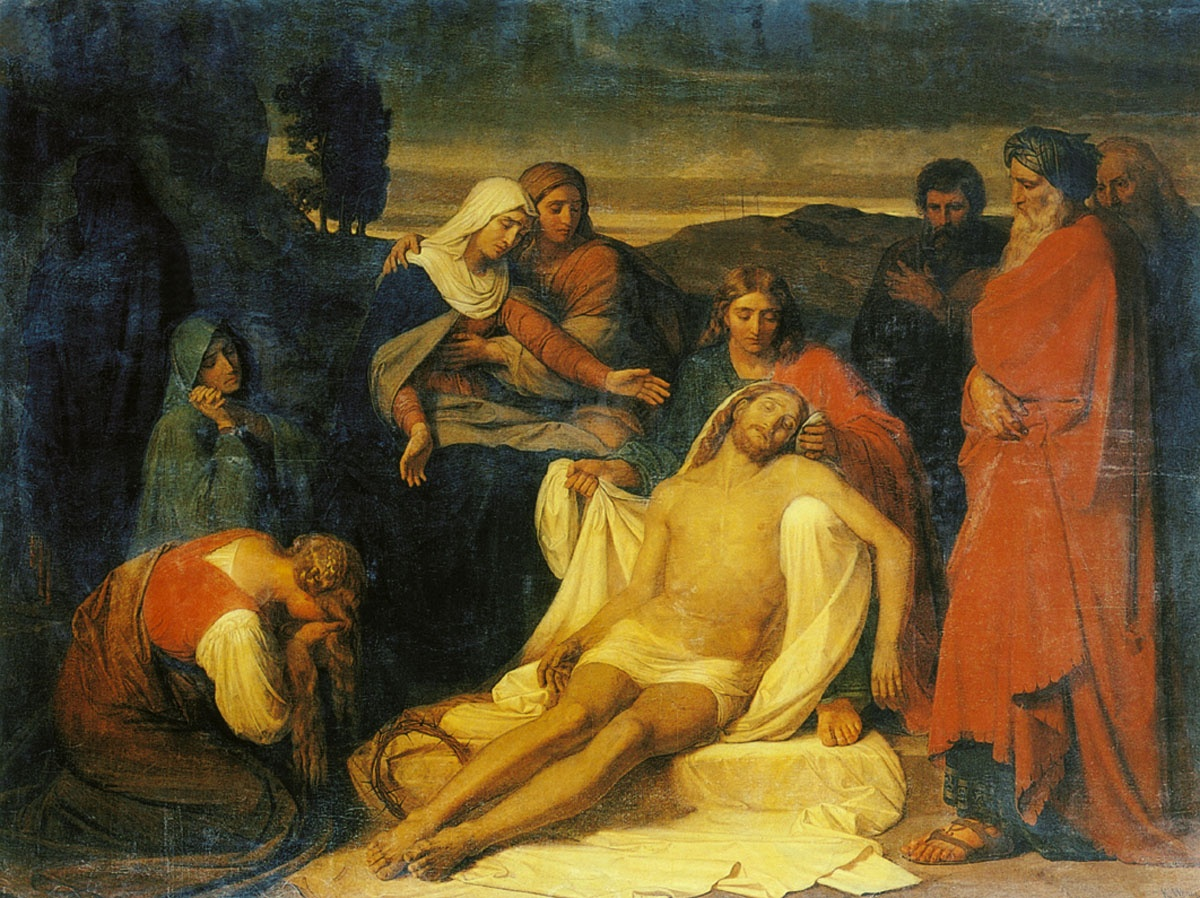
دفن عیسی (1859)
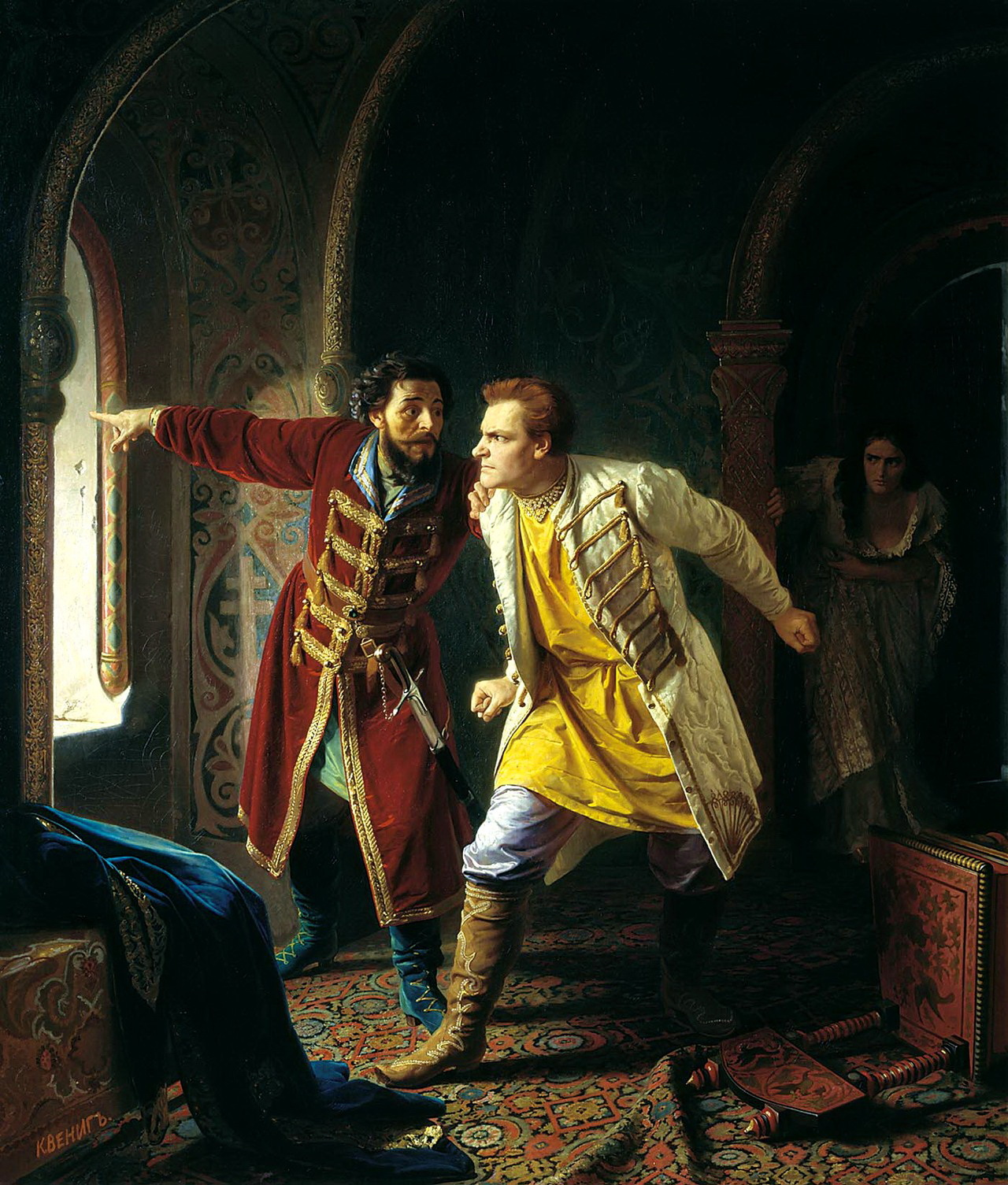
آخرین لحظات دیمیتری دروغین .
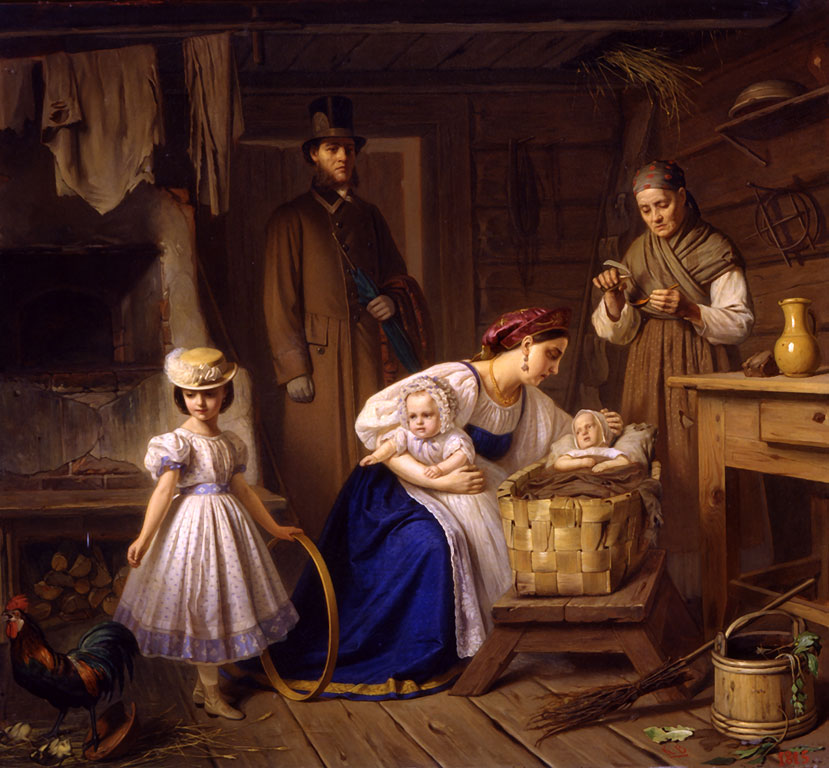
پرستار در حال بازدید از یک کودک بیمار.
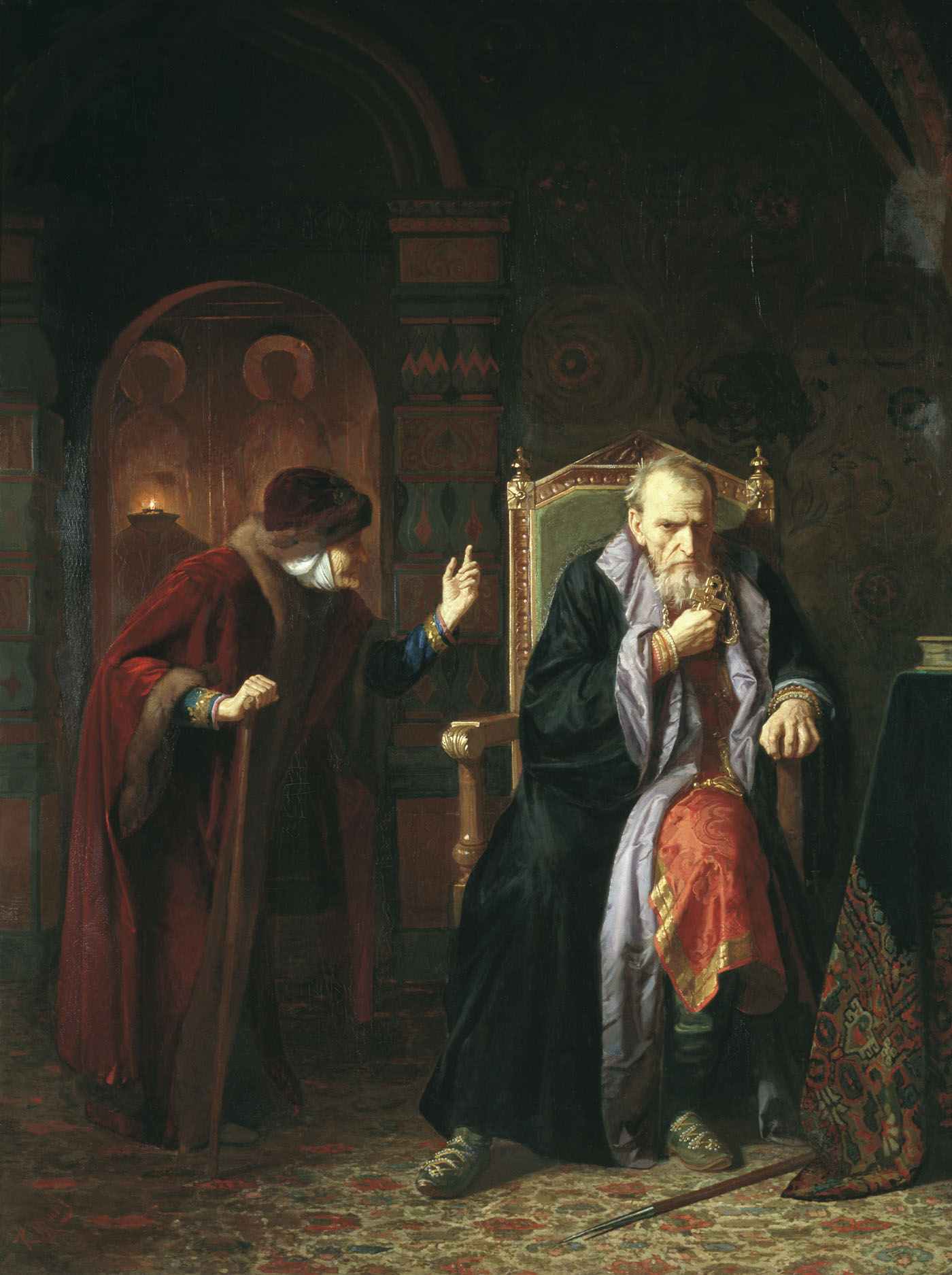
ایوان وحشتناک و آگریپینا
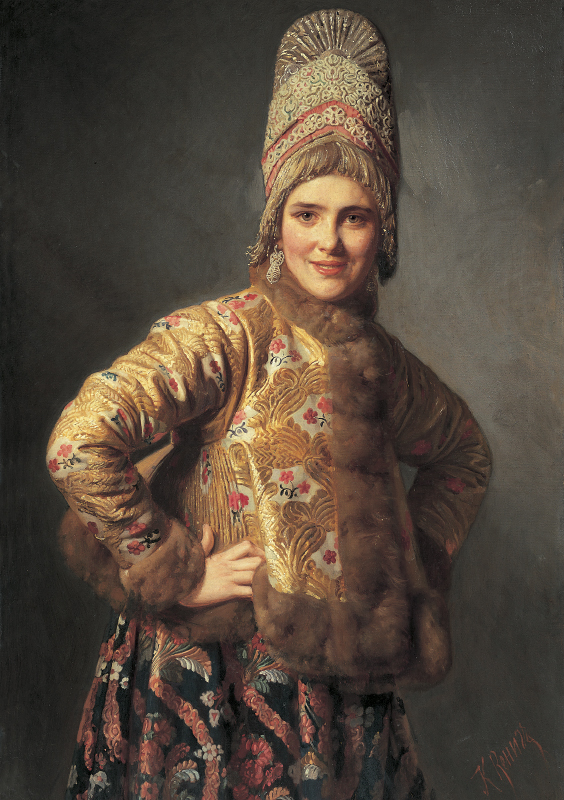
دختر روسی در لباس مردمی

## ادبیات
- С. Н. Кондаков (1915). Юбилейный справочник Императорской Академии художеств. 1764-1914 (به روسی). Vol. 2. p. 36.